# Judd mat Gaardebounen

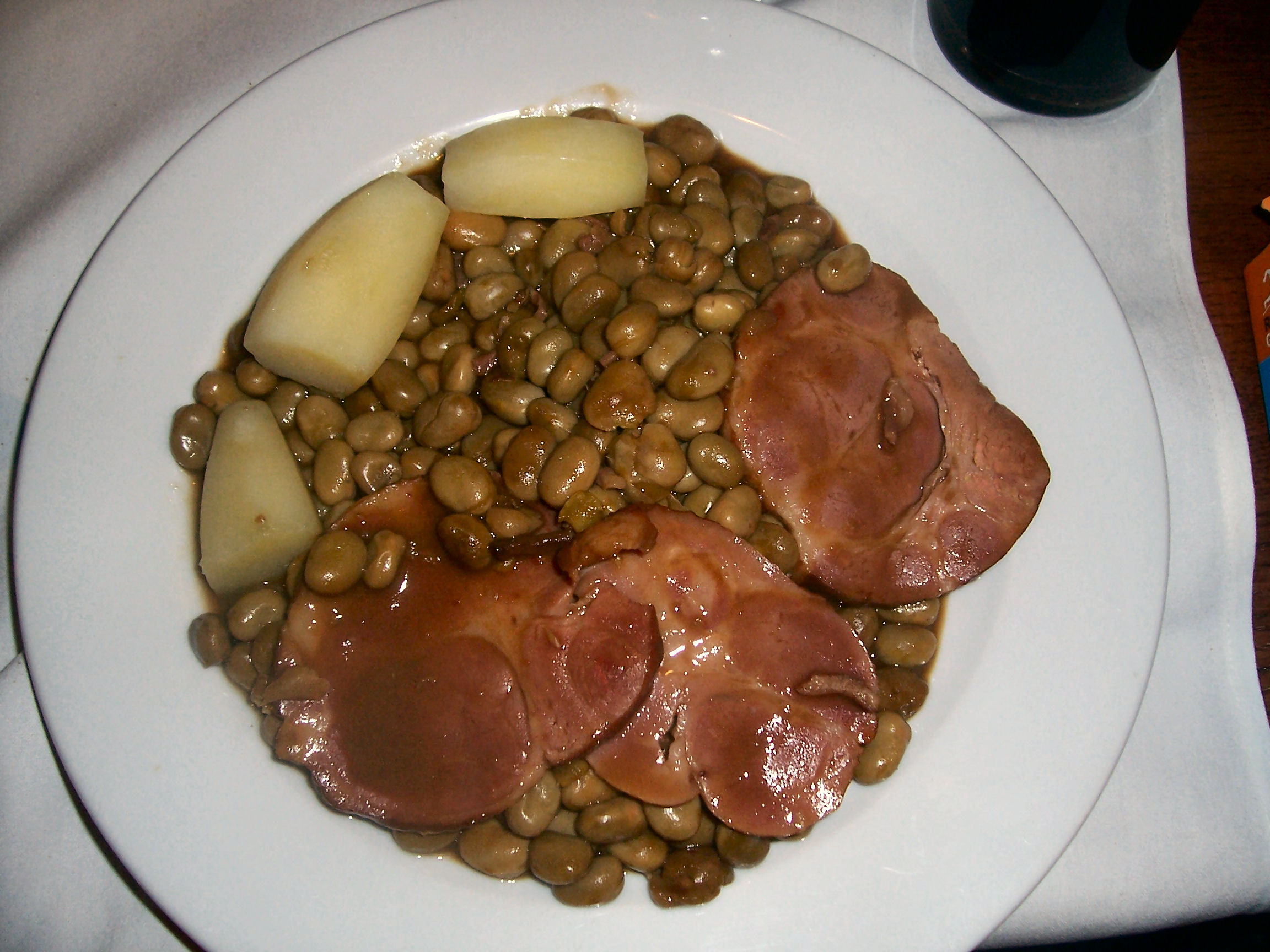
Assiette de Judd mat Gaardebounen.

Le Judd mat Gaardebounen (littéralement « Juif avec haricots ») est un plat luxembourgeois. Il est composé d'un  collet de porc fumé accompagné de fèves.

## Étymologie
L'usage du mot Judd (Juif) pour désigner ce plat n'est pas clair. Une possibilité, suggérée par le linguiste Jean-Claude Muller, membre de l'Institut grand-ducal luxembourgeois, est qu'elle provienne du mot espagnol signifiant haricot (judía). Il explique qu'en Galice, il existe aussi un plat de porc servi avec des fèves qui est localement appelé judia prononcé chou-DI-a. Muller théorise que le plat a été apporté au Luxembourg par les troupes espagnoles au cours du XVIe ou du XVIIe siècle. Si tel est effectivement le cas, alors Judd mat Gaardebounen se rapproche de « Haricots avec haricots ». Il a également été soutenu que le terme dérive du mot espagnol « juif » (judío) parce que « la couleur foncée des haricots rappelait à certains la peau foncée des juifs espagnols ».